# دیوید توا
دیوید توا (انگلیسی: David Tua؛ زادهٔ ۲۱ نوامبر ۱۹۷۲) بوکسور اهل ساموآ است.